# Southport (circonscription britannique)
Pour les articles homonymes, voir Southport.

Southport dans le Merseyside.

La circonscription de Southport est une circonscription électorale anglaise située dans le Merseyside, et représentée à la Chambre des communes du Parlement britannique.